# Monte Sarmiento
 Il Monte Sarmiento è una montagna di forma piramidale con una cima glaciale a forma di sella, ubicata nel parco nazionale Alberto de Agostini, nella porzione cilena della Terra del Fuoco.

## Geografia
La montagna occupa l'estremità occidentale della Cordillera Darwin, e i suoi ghiacciai si estendono per quasi 90 km². Pur non essendo la più alta vetta della catena montuosa, risulta tuttavia la più imponente, elevandosi direttamente dalla costa, circondata dal mare su tre lati. Charles Darwin, nel suo The Voyage of the Beagle, lo descrisse come “la cosa più cospicua e sublime in questa regione”.

## Storia
La montagna fu chiamata Volcán Nevado (“Vulcano Innevato”) dal navigatore spagnolo Pedro Sarmiento de Gamboa, che per la sua forma pensava si trattasse di un vulcano. Phillip Parker King la ribattezzò “Monte Sarmiento” in onore al suo scopritore.
Il geologo italiano Domenico Lovisato ne esplorò il versante sud-occidentale nel 1869, mentre il primo tentativo di scalata fu portato da William Martin Conway nel 1898; al suo seguì il tentativo di Alberto Maria de Agostini nel 1913. Lo stesso padre salesiano guidò nel 1956, all'età di 73 anni, la spedizione italiana che compì la prima ascensione: Carlo Mauri e Clemente Maffei, guida alpina di Pinzolo in Trentino, detto il "Gueret", raggiunsero la cima orientale, la più alta, dalla cresta sud della montagna.
La cima occidentale fu salita al suo quarto tentativo; i protagonisti dell'ascensione furono i Ragni di Lecco Tore Panzeri, Lorenzo Mazzoleni, Pinuccio Castelnuovo, Bruno Pennati e Gianmaria Confalonieri che aprirono una via sulla parete nord. I britannici Stephen Venables, John Roskelley e Tim Macartney-Snape aprirono nel 1995 una nuova via sulla cresta sud-occidentale della cima ovest, mentre il cileno Camilo Rada e l'argentina Natalia Martínez hanno aperto nel 2013 una nuova via sulla parete nord della cima est, salendo in inverno il picco più alto del Sarmiento.